# امیرآباد (زرندیه)
امیرآباد روستایی در دهستان علیشار بخش خرقان شهرستان زرندیه استان مرکزی ایران است.

## جمعیت
بر پایه سرشماری عمومی نفوس و مسکن در سال ۱۳۹۵ جمعیت این روستا ۱۹۱ نفر (۵۹خانوار) بوده‌است.